# Vitor Costa De Brito
Vítor Costa de Brito (sinh ngày 1 tháng 7 năm 1994) là một cầu thủ bóng đá người Brasil thi đấu ở vị trí hậu vệ cho câu lạc bộ Bồ Đào Nha Arouca.